# Họ Cỏ lận
Họ Cỏ lận (danh pháp khoa học: Butomaceae) là một họ thực vật có hoa. Họ này được nhiều nhà phân loại học công nhận.
Hệ thống APG II năm 2003 (không thay đổi từ hệ thống APG năm 1998), cũng công nhận họ này và đặt nó trong bộ Trạch tả (Alismatales) của nhánh thực vật một lá mầm. Họ này chỉ chứa một loài duy nhất là cỏ lận (Butomus umbellatus).
Trong hệ thống Cronquist người ta cũng đặt nó trong bộ Trạch tả (nhưng phạm vi nhỏ hơn) thuộc phân lớp Alismatidae của lớp Liliopsida [=thực vật một lá mầm].

## Phát sinh chủng loài
Cây phát sinh chủng loài dưới đây lấy theo APG II, với họ Maundiaceae vẫn nằm trong họ Juncaginaceae còn họ Limnocharitaceae vẫn đứng độc lập.
|  | Hydrocharitaceae |
|  |                  |
|  | Butomaceae       |
|  |                  |

| Alismataceae s.l. | \| \| Alismataceae s.s. \| \| \| \| \| \| Limnocharitaceae \| \| \| \| |
|                   | \| \| Alismataceae s.s. \| \| \| \| \| \| Limnocharitaceae \| \| \| \| |
|                   | Alismataceae s.s.                                                      |
|                   |                                                                        |
|                   | Limnocharitaceae                                                       |
|                   |                                                                        |

|  | Alismataceae s.s. |
|  |                   |
|  | Limnocharitaceae  |
|  |                   |

|  | Hydrocharitaceae |
|  |                  |
|  | Butomaceae       |
|  |                  |

| Alismataceae s.l. | \| \| Alismataceae s.s. \| \| \| \| \| \| Limnocharitaceae \| \| \| \| |
|                   | \| \| Alismataceae s.s. \| \| \| \| \| \| Limnocharitaceae \| \| \| \| |
|                   | Alismataceae s.s.                                                      |
|                   |                                                                        |
|                   | Limnocharitaceae                                                       |
|                   |                                                                        |

|  | Alismataceae s.s. |
|  |                   |
|  | Limnocharitaceae  |
|  |                   |

|  | Posidoniaceae                                                |
|  |                                                              |
|  | \| \| Ruppiaceae \| \| \| \| \| \| Cymodoceaceae \| \| \| \| |
|  |                                                              |
|  | Ruppiaceae                                                   |
|  |                                                              |
|  | Cymodoceaceae                                                |
|  |                                                              |

|  | Ruppiaceae    |
|  |               |
|  | Cymodoceaceae |
|  |               |

|  | Zosteraceae      |
|  |                  |
|  | Potamogetonaceae |
|  |                  |

|  | Posidoniaceae                                                |
|  |                                                              |
|  | \| \| Ruppiaceae \| \| \| \| \| \| Cymodoceaceae \| \| \| \| |
|  |                                                              |
|  | Ruppiaceae                                                   |
|  |                                                              |
|  | Cymodoceaceae                                                |
|  |                                                              |

|  | Ruppiaceae    |
|  |               |
|  | Cymodoceaceae |
|  |               |

|  | Zosteraceae      |
|  |                  |
|  | Potamogetonaceae |
|  |                  |

|  | Posidoniaceae                                                |
|  |                                                              |
|  | \| \| Ruppiaceae \| \| \| \| \| \| Cymodoceaceae \| \| \| \| |
|  |                                                              |
|  | Ruppiaceae                                                   |
|  |                                                              |
|  | Cymodoceaceae                                                |
|  |                                                              |

|  | Ruppiaceae    |
|  |               |
|  | Cymodoceaceae |
|  |               |

|  | Zosteraceae      |
|  |                  |
|  | Potamogetonaceae |
|  |                  |

|  | Posidoniaceae                                                |
|  |                                                              |
|  | \| \| Ruppiaceae \| \| \| \| \| \| Cymodoceaceae \| \| \| \| |
|  |                                                              |
|  | Ruppiaceae                                                   |
|  |                                                              |
|  | Cymodoceaceae                                                |
|  |                                                              |

|  | Ruppiaceae    |
|  |               |
|  | Cymodoceaceae |
|  |               |

|  | Zosteraceae      |
|  |                  |
|  | Potamogetonaceae |
|  |                  |

|  | Posidoniaceae                                                |
|  |                                                              |
|  | \| \| Ruppiaceae \| \| \| \| \| \| Cymodoceaceae \| \| \| \| |
|  |                                                              |
|  | Ruppiaceae                                                   |
|  |                                                              |
|  | Cymodoceaceae                                                |
|  |                                                              |

|  | Ruppiaceae    |
|  |               |
|  | Cymodoceaceae |
|  |               |

|  | Zosteraceae      |
|  |                  |
|  | Potamogetonaceae |
|  |                  |

|  | Posidoniaceae                                                |
|  |                                                              |
|  | \| \| Ruppiaceae \| \| \| \| \| \| Cymodoceaceae \| \| \| \| |
|  |                                                              |
|  | Ruppiaceae                                                   |
|  |                                                              |
|  | Cymodoceaceae                                                |
|  |                                                              |

|  | Ruppiaceae    |
|  |               |
|  | Cymodoceaceae |
|  |               |

|  | Zosteraceae      |
|  |                  |
|  | Potamogetonaceae |
|  |                  |

|  | Posidoniaceae                                                |
|  |                                                              |
|  | \| \| Ruppiaceae \| \| \| \| \| \| Cymodoceaceae \| \| \| \| |
|  |                                                              |
|  | Ruppiaceae                                                   |
|  |                                                              |
|  | Cymodoceaceae                                                |
|  |                                                              |

|  | Ruppiaceae    |
|  |               |
|  | Cymodoceaceae |
|  |               |

|  | Zosteraceae      |
|  |                  |
|  | Potamogetonaceae |
|  |                  |

|  | Posidoniaceae                                                |
|  |                                                              |
|  | \| \| Ruppiaceae \| \| \| \| \| \| Cymodoceaceae \| \| \| \| |
|  |                                                              |
|  | Ruppiaceae                                                   |
|  |                                                              |
|  | Cymodoceaceae                                                |
|  |                                                              |

|  | Ruppiaceae    |
|  |               |
|  | Cymodoceaceae |
|  |               |

|  | Zosteraceae      |
|  |                  |
|  | Potamogetonaceae |
|  |                  |

|  | Posidoniaceae                                                |
|  |                                                              |
|  | \| \| Ruppiaceae \| \| \| \| \| \| Cymodoceaceae \| \| \| \| |
|  |                                                              |
|  | Ruppiaceae                                                   |
|  |                                                              |
|  | Cymodoceaceae                                                |
|  |                                                              |

|  | Ruppiaceae    |
|  |               |
|  | Cymodoceaceae |
|  |               |

|  | Zosteraceae      |
|  |                  |
|  | Potamogetonaceae |
|  |                  |

|  | Posidoniaceae                                                |
|  |                                                              |
|  | \| \| Ruppiaceae \| \| \| \| \| \| Cymodoceaceae \| \| \| \| |
|  |                                                              |
|  | Ruppiaceae                                                   |
|  |                                                              |
|  | Cymodoceaceae                                                |
|  |                                                              |

|  | Ruppiaceae    |
|  |               |
|  | Cymodoceaceae |
|  |               |

|  | Zosteraceae      |
|  |                  |
|  | Potamogetonaceae |
|  |                  |

|  | Posidoniaceae                                                |
|  |                                                              |
|  | \| \| Ruppiaceae \| \| \| \| \| \| Cymodoceaceae \| \| \| \| |
|  |                                                              |
|  | Ruppiaceae                                                   |
|  |                                                              |
|  | Cymodoceaceae                                                |
|  |                                                              |

|  | Ruppiaceae    |
|  |               |
|  | Cymodoceaceae |
|  |               |

|  | Zosteraceae      |
|  |                  |
|  | Potamogetonaceae |
|  |                  |

|  | Posidoniaceae                                                |
|  |                                                              |
|  | \| \| Ruppiaceae \| \| \| \| \| \| Cymodoceaceae \| \| \| \| |
|  |                                                              |
|  | Ruppiaceae                                                   |
|  |                                                              |
|  | Cymodoceaceae                                                |
|  |                                                              |

|  | Ruppiaceae    |
|  |               |
|  | Cymodoceaceae |
|  |               |

|  | Zosteraceae      |
|  |                  |
|  | Potamogetonaceae |
|  |                  |

|  | Posidoniaceae                                                |
|  |                                                              |
|  | \| \| Ruppiaceae \| \| \| \| \| \| Cymodoceaceae \| \| \| \| |
|  |                                                              |
|  | Ruppiaceae                                                   |
|  |                                                              |
|  | Cymodoceaceae                                                |
|  |                                                              |

|  | Ruppiaceae    |
|  |               |
|  | Cymodoceaceae |
|  |               |

|  | Zosteraceae      |
|  |                  |
|  | Potamogetonaceae |
|  |                  |

|  | Posidoniaceae                                                |
|  |                                                              |
|  | \| \| Ruppiaceae \| \| \| \| \| \| Cymodoceaceae \| \| \| \| |
|  |                                                              |
|  | Ruppiaceae                                                   |
|  |                                                              |
|  | Cymodoceaceae                                                |
|  |                                                              |

|  | Ruppiaceae    |
|  |               |
|  | Cymodoceaceae |
|  |               |

|  | Zosteraceae      |
|  |                  |
|  | Potamogetonaceae |
|  |                  |

|  | Posidoniaceae                                                |
|  |                                                              |
|  | \| \| Ruppiaceae \| \| \| \| \| \| Cymodoceaceae \| \| \| \| |
|  |                                                              |
|  | Ruppiaceae                                                   |
|  |                                                              |
|  | Cymodoceaceae                                                |
|  |                                                              |

|  | Ruppiaceae    |
|  |               |
|  | Cymodoceaceae |
|  |               |

|  | Zosteraceae      |
|  |                  |
|  | Potamogetonaceae |
|  |                  |

|  | Posidoniaceae                                                |
|  |                                                              |
|  | \| \| Ruppiaceae \| \| \| \| \| \| Cymodoceaceae \| \| \| \| |
|  |                                                              |
|  | Ruppiaceae                                                   |
|  |                                                              |
|  | Cymodoceaceae                                                |
|  |                                                              |

|  | Ruppiaceae    |
|  |               |
|  | Cymodoceaceae |
|  |               |

|  | Zosteraceae      |
|  |                  |
|  | Potamogetonaceae |
|  |                  |

|  | Hydrocharitaceae |
|  |                  |
|  | Butomaceae       |
|  |                  |

| Alismataceae s.l. | \| \| Alismataceae s.s. \| \| \| \| \| \| Limnocharitaceae \| \| \| \| |
|                   | \| \| Alismataceae s.s. \| \| \| \| \| \| Limnocharitaceae \| \| \| \| |
|                   | Alismataceae s.s.                                                      |
|                   |                                                                        |
|                   | Limnocharitaceae                                                       |
|                   |                                                                        |

|  | Alismataceae s.s. |
|  |                   |
|  | Limnocharitaceae  |
|  |                   |

|  | Hydrocharitaceae |
|  |                  |
|  | Butomaceae       |
|  |                  |

| Alismataceae s.l. | \| \| Alismataceae s.s. \| \| \| \| \| \| Limnocharitaceae \| \| \| \| |
|                   | \| \| Alismataceae s.s. \| \| \| \| \| \| Limnocharitaceae \| \| \| \| |
|                   | Alismataceae s.s.                                                      |
|                   |                                                                        |
|                   | Limnocharitaceae                                                       |
|                   |                                                                        |

|  | Alismataceae s.s. |
|  |                   |
|  | Limnocharitaceae  |
|  |                   |

|  | Posidoniaceae                                                |
|  |                                                              |
|  | \| \| Ruppiaceae \| \| \| \| \| \| Cymodoceaceae \| \| \| \| |
|  |                                                              |
|  | Ruppiaceae                                                   |
|  |                                                              |
|  | Cymodoceaceae                                                |
|  |                                                              |

|  | Ruppiaceae    |
|  |               |
|  | Cymodoceaceae |
|  |               |

|  | Zosteraceae      |
|  |                  |
|  | Potamogetonaceae |
|  |                  |

|  | Posidoniaceae                                                |
|  |                                                              |
|  | \| \| Ruppiaceae \| \| \| \| \| \| Cymodoceaceae \| \| \| \| |
|  |                                                              |
|  | Ruppiaceae                                                   |
|  |                                                              |
|  | Cymodoceaceae                                                |
|  |                                                              |

|  | Ruppiaceae    |
|  |               |
|  | Cymodoceaceae |
|  |               |

|  | Zosteraceae      |
|  |                  |
|  | Potamogetonaceae |
|  |                  |

|  | Posidoniaceae                                                |
|  |                                                              |
|  | \| \| Ruppiaceae \| \| \| \| \| \| Cymodoceaceae \| \| \| \| |
|  |                                                              |
|  | Ruppiaceae                                                   |
|  |                                                              |
|  | Cymodoceaceae                                                |
|  |                                                              |

|  | Ruppiaceae    |
|  |               |
|  | Cymodoceaceae |
|  |               |

|  | Zosteraceae      |
|  |                  |
|  | Potamogetonaceae |
|  |                  |

|  | Posidoniaceae                                                |
|  |                                                              |
|  | \| \| Ruppiaceae \| \| \| \| \| \| Cymodoceaceae \| \| \| \| |
|  |                                                              |
|  | Ruppiaceae                                                   |
|  |                                                              |
|  | Cymodoceaceae                                                |
|  |                                                              |

|  | Ruppiaceae    |
|  |               |
|  | Cymodoceaceae |
|  |               |

|  | Zosteraceae      |
|  |                  |
|  | Potamogetonaceae |
|  |                  |

|  | Posidoniaceae                                                |
|  |                                                              |
|  | \| \| Ruppiaceae \| \| \| \| \| \| Cymodoceaceae \| \| \| \| |
|  |                                                              |
|  | Ruppiaceae                                                   |
|  |                                                              |
|  | Cymodoceaceae                                                |
|  |                                                              |

|  | Ruppiaceae    |
|  |               |
|  | Cymodoceaceae |
|  |               |

|  | Zosteraceae      |
|  |                  |
|  | Potamogetonaceae |
|  |                  |

|  | Posidoniaceae                                                |
|  |                                                              |
|  | \| \| Ruppiaceae \| \| \| \| \| \| Cymodoceaceae \| \| \| \| |
|  |                                                              |
|  | Ruppiaceae                                                   |
|  |                                                              |
|  | Cymodoceaceae                                                |
|  |                                                              |

|  | Ruppiaceae    |
|  |               |
|  | Cymodoceaceae |
|  |               |

|  | Zosteraceae      |
|  |                  |
|  | Potamogetonaceae |
|  |                  |

|  | Posidoniaceae                                                |
|  |                                                              |
|  | \| \| Ruppiaceae \| \| \| \| \| \| Cymodoceaceae \| \| \| \| |
|  |                                                              |
|  | Ruppiaceae                                                   |
|  |                                                              |
|  | Cymodoceaceae                                                |
|  |                                                              |

|  | Ruppiaceae    |
|  |               |
|  | Cymodoceaceae |
|  |               |

|  | Zosteraceae      |
|  |                  |
|  | Potamogetonaceae |
|  |                  |

|  | Posidoniaceae                                                |
|  |                                                              |
|  | \| \| Ruppiaceae \| \| \| \| \| \| Cymodoceaceae \| \| \| \| |
|  |                                                              |
|  | Ruppiaceae                                                   |
|  |                                                              |
|  | Cymodoceaceae                                                |
|  |                                                              |

|  | Ruppiaceae    |
|  |               |
|  | Cymodoceaceae |
|  |               |

|  | Zosteraceae      |
|  |                  |
|  | Potamogetonaceae |
|  |                  |

|  | Posidoniaceae                                                |
|  |                                                              |
|  | \| \| Ruppiaceae \| \| \| \| \| \| Cymodoceaceae \| \| \| \| |
|  |                                                              |
|  | Ruppiaceae                                                   |
|  |                                                              |
|  | Cymodoceaceae                                                |
|  |                                                              |

|  | Ruppiaceae    |
|  |               |
|  | Cymodoceaceae |
|  |               |

|  | Zosteraceae      |
|  |                  |
|  | Potamogetonaceae |
|  |                  |

|  | Posidoniaceae                                                |
|  |                                                              |
|  | \| \| Ruppiaceae \| \| \| \| \| \| Cymodoceaceae \| \| \| \| |
|  |                                                              |
|  | Ruppiaceae                                                   |
|  |                                                              |
|  | Cymodoceaceae                                                |
|  |                                                              |

|  | Ruppiaceae    |
|  |               |
|  | Cymodoceaceae |
|  |               |

|  | Zosteraceae      |
|  |                  |
|  | Potamogetonaceae |
|  |                  |

|  | Posidoniaceae                                                |
|  |                                                              |
|  | \| \| Ruppiaceae \| \| \| \| \| \| Cymodoceaceae \| \| \| \| |
|  |                                                              |
|  | Ruppiaceae                                                   |
|  |                                                              |
|  | Cymodoceaceae                                                |
|  |                                                              |

|  | Ruppiaceae    |
|  |               |
|  | Cymodoceaceae |
|  |               |

|  | Zosteraceae      |
|  |                  |
|  | Potamogetonaceae |
|  |                  |

|  | Posidoniaceae                                                |
|  |                                                              |
|  | \| \| Ruppiaceae \| \| \| \| \| \| Cymodoceaceae \| \| \| \| |
|  |                                                              |
|  | Ruppiaceae                                                   |
|  |                                                              |
|  | Cymodoceaceae                                                |
|  |                                                              |

|  | Ruppiaceae    |
|  |               |
|  | Cymodoceaceae |
|  |               |

|  | Zosteraceae      |
|  |                  |
|  | Potamogetonaceae |
|  |                  |

|  | Posidoniaceae                                                |
|  |                                                              |
|  | \| \| Ruppiaceae \| \| \| \| \| \| Cymodoceaceae \| \| \| \| |
|  |                                                              |
|  | Ruppiaceae                                                   |
|  |                                                              |
|  | Cymodoceaceae                                                |
|  |                                                              |

|  | Ruppiaceae    |
|  |               |
|  | Cymodoceaceae |
|  |               |

|  | Zosteraceae      |
|  |                  |
|  | Potamogetonaceae |
|  |                  |

|  | Posidoniaceae                                                |
|  |                                                              |
|  | \| \| Ruppiaceae \| \| \| \| \| \| Cymodoceaceae \| \| \| \| |
|  |                                                              |
|  | Ruppiaceae                                                   |
|  |                                                              |
|  | Cymodoceaceae                                                |
|  |                                                              |

|  | Ruppiaceae    |
|  |               |
|  | Cymodoceaceae |
|  |               |

|  | Zosteraceae      |
|  |                  |
|  | Potamogetonaceae |
|  |                  |

|  | Posidoniaceae                                                |
|  |                                                              |
|  | \| \| Ruppiaceae \| \| \| \| \| \| Cymodoceaceae \| \| \| \| |
|  |                                                              |
|  | Ruppiaceae                                                   |
|  |                                                              |
|  | Cymodoceaceae                                                |
|  |                                                              |

|  | Ruppiaceae    |
|  |               |
|  | Cymodoceaceae |
|  |               |

|  | Zosteraceae      |
|  |                  |
|  | Potamogetonaceae |
|  |                  |

|  | Posidoniaceae                                                |
|  |                                                              |
|  | \| \| Ruppiaceae \| \| \| \| \| \| Cymodoceaceae \| \| \| \| |
|  |                                                              |
|  | Ruppiaceae                                                   |
|  |                                                              |
|  | Cymodoceaceae                                                |
|  |                                                              |

|  | Ruppiaceae    |
|  |               |
|  | Cymodoceaceae |
|  |               |

|  | Zosteraceae      |
|  |                  |
|  | Potamogetonaceae |
|  |                  |

|  | Hydrocharitaceae |
|  |                  |
|  | Butomaceae       |
|  |                  |

| Alismataceae s.l. | \| \| Alismataceae s.s. \| \| \| \| \| \| Limnocharitaceae \| \| \| \| |
|                   | \| \| Alismataceae s.s. \| \| \| \| \| \| Limnocharitaceae \| \| \| \| |
|                   | Alismataceae s.s.                                                      |
|                   |                                                                        |
|                   | Limnocharitaceae                                                       |
|                   |                                                                        |

|  | Alismataceae s.s. |
|  |                   |
|  | Limnocharitaceae  |
|  |                   |

|  | Hydrocharitaceae |
|  |                  |
|  | Butomaceae       |
|  |                  |

| Alismataceae s.l. | \| \| Alismataceae s.s. \| \| \| \| \| \| Limnocharitaceae \| \| \| \| |
|                   | \| \| Alismataceae s.s. \| \| \| \| \| \| Limnocharitaceae \| \| \| \| |
|                   | Alismataceae s.s.                                                      |
|                   |                                                                        |
|                   | Limnocharitaceae                                                       |
|                   |                                                                        |

|  | Alismataceae s.s. |
|  |                   |
|  | Limnocharitaceae  |
|  |                   |

|  | Posidoniaceae                                                |
|  |                                                              |
|  | \| \| Ruppiaceae \| \| \| \| \| \| Cymodoceaceae \| \| \| \| |
|  |                                                              |
|  | Ruppiaceae                                                   |
|  |                                                              |
|  | Cymodoceaceae                                                |
|  |                                                              |

|  | Ruppiaceae    |
|  |               |
|  | Cymodoceaceae |
|  |               |

|  | Zosteraceae      |
|  |                  |
|  | Potamogetonaceae |
|  |                  |

|  | Posidoniaceae                                                |
|  |                                                              |
|  | \| \| Ruppiaceae \| \| \| \| \| \| Cymodoceaceae \| \| \| \| |
|  |                                                              |
|  | Ruppiaceae                                                   |
|  |                                                              |
|  | Cymodoceaceae                                                |
|  |                                                              |

|  | Ruppiaceae    |
|  |               |
|  | Cymodoceaceae |
|  |               |

|  | Zosteraceae      |
|  |                  |
|  | Potamogetonaceae |
|  |                  |

|  | Posidoniaceae                                                |
|  |                                                              |
|  | \| \| Ruppiaceae \| \| \| \| \| \| Cymodoceaceae \| \| \| \| |
|  |                                                              |
|  | Ruppiaceae                                                   |
|  |                                                              |
|  | Cymodoceaceae                                                |
|  |                                                              |

|  | Ruppiaceae    |
|  |               |
|  | Cymodoceaceae |
|  |               |

|  | Zosteraceae      |
|  |                  |
|  | Potamogetonaceae |
|  |                  |

|  | Posidoniaceae                                                |
|  |                                                              |
|  | \| \| Ruppiaceae \| \| \| \| \| \| Cymodoceaceae \| \| \| \| |
|  |                                                              |
|  | Ruppiaceae                                                   |
|  |                                                              |
|  | Cymodoceaceae                                                |
|  |                                                              |

|  | Ruppiaceae    |
|  |               |
|  | Cymodoceaceae |
|  |               |

|  | Zosteraceae      |
|  |                  |
|  | Potamogetonaceae |
|  |                  |

|  | Posidoniaceae                                                |
|  |                                                              |
|  | \| \| Ruppiaceae \| \| \| \| \| \| Cymodoceaceae \| \| \| \| |
|  |                                                              |
|  | Ruppiaceae                                                   |
|  |                                                              |
|  | Cymodoceaceae                                                |
|  |                                                              |

|  | Ruppiaceae    |
|  |               |
|  | Cymodoceaceae |
|  |               |

|  | Zosteraceae      |
|  |                  |
|  | Potamogetonaceae |
|  |                  |

|  | Posidoniaceae                                                |
|  |                                                              |
|  | \| \| Ruppiaceae \| \| \| \| \| \| Cymodoceaceae \| \| \| \| |
|  |                                                              |
|  | Ruppiaceae                                                   |
|  |                                                              |
|  | Cymodoceaceae                                                |
|  |                                                              |

|  | Ruppiaceae    |
|  |               |
|  | Cymodoceaceae |
|  |               |

|  | Zosteraceae      |
|  |                  |
|  | Potamogetonaceae |
|  |                  |

|  | Posidoniaceae                                                |
|  |                                                              |
|  | \| \| Ruppiaceae \| \| \| \| \| \| Cymodoceaceae \| \| \| \| |
|  |                                                              |
|  | Ruppiaceae                                                   |
|  |                                                              |
|  | Cymodoceaceae                                                |
|  |                                                              |

|  | Ruppiaceae    |
|  |               |
|  | Cymodoceaceae |
|  |               |

|  | Zosteraceae      |
|  |                  |
|  | Potamogetonaceae |
|  |                  |

|  | Posidoniaceae                                                |
|  |                                                              |
|  | \| \| Ruppiaceae \| \| \| \| \| \| Cymodoceaceae \| \| \| \| |
|  |                                                              |
|  | Ruppiaceae                                                   |
|  |                                                              |
|  | Cymodoceaceae                                                |
|  |                                                              |

|  | Ruppiaceae    |
|  |               |
|  | Cymodoceaceae |
|  |               |

|  | Zosteraceae      |
|  |                  |
|  | Potamogetonaceae |
|  |                  |

|  | Posidoniaceae                                                |
|  |                                                              |
|  | \| \| Ruppiaceae \| \| \| \| \| \| Cymodoceaceae \| \| \| \| |
|  |                                                              |
|  | Ruppiaceae                                                   |
|  |                                                              |
|  | Cymodoceaceae                                                |
|  |                                                              |

|  | Ruppiaceae    |
|  |               |
|  | Cymodoceaceae |
|  |               |

|  | Zosteraceae      |
|  |                  |
|  | Potamogetonaceae |
|  |                  |

|  | Posidoniaceae                                                |
|  |                                                              |
|  | \| \| Ruppiaceae \| \| \| \| \| \| Cymodoceaceae \| \| \| \| |
|  |                                                              |
|  | Ruppiaceae                                                   |
|  |                                                              |
|  | Cymodoceaceae                                                |
|  |                                                              |

|  | Ruppiaceae    |
|  |               |
|  | Cymodoceaceae |
|  |               |

|  | Zosteraceae      |
|  |                  |
|  | Potamogetonaceae |
|  |                  |

|  | Posidoniaceae                                                |
|  |                                                              |
|  | \| \| Ruppiaceae \| \| \| \| \| \| Cymodoceaceae \| \| \| \| |
|  |                                                              |
|  | Ruppiaceae                                                   |
|  |                                                              |
|  | Cymodoceaceae                                                |
|  |                                                              |

|  | Ruppiaceae    |
|  |               |
|  | Cymodoceaceae |
|  |               |

|  | Zosteraceae      |
|  |                  |
|  | Potamogetonaceae |
|  |                  |

|  | Posidoniaceae                                                |
|  |                                                              |
|  | \| \| Ruppiaceae \| \| \| \| \| \| Cymodoceaceae \| \| \| \| |
|  |                                                              |
|  | Ruppiaceae                                                   |
|  |                                                              |
|  | Cymodoceaceae                                                |
|  |                                                              |

|  | Ruppiaceae    |
|  |               |
|  | Cymodoceaceae |
|  |               |

|  | Zosteraceae      |
|  |                  |
|  | Potamogetonaceae |
|  |                  |

|  | Posidoniaceae                                                |
|  |                                                              |
|  | \| \| Ruppiaceae \| \| \| \| \| \| Cymodoceaceae \| \| \| \| |
|  |                                                              |
|  | Ruppiaceae                                                   |
|  |                                                              |
|  | Cymodoceaceae                                                |
|  |                                                              |

|  | Ruppiaceae    |
|  |               |
|  | Cymodoceaceae |
|  |               |

|  | Zosteraceae      |
|  |                  |
|  | Potamogetonaceae |
|  |                  |

|  | Posidoniaceae                                                |
|  |                                                              |
|  | \| \| Ruppiaceae \| \| \| \| \| \| Cymodoceaceae \| \| \| \| |
|  |                                                              |
|  | Ruppiaceae                                                   |
|  |                                                              |
|  | Cymodoceaceae                                                |
|  |                                                              |

|  | Ruppiaceae    |
|  |               |
|  | Cymodoceaceae |
|  |               |

|  | Zosteraceae      |
|  |                  |
|  | Potamogetonaceae |
|  |                  |

|  | Posidoniaceae                                                |
|  |                                                              |
|  | \| \| Ruppiaceae \| \| \| \| \| \| Cymodoceaceae \| \| \| \| |
|  |                                                              |
|  | Ruppiaceae                                                   |
|  |                                                              |
|  | Cymodoceaceae                                                |
|  |                                                              |

|  | Ruppiaceae    |
|  |               |
|  | Cymodoceaceae |
|  |               |

|  | Zosteraceae      |
|  |                  |
|  | Potamogetonaceae |
|  |                  |

|  | Posidoniaceae                                                |
|  |                                                              |
|  | \| \| Ruppiaceae \| \| \| \| \| \| Cymodoceaceae \| \| \| \| |
|  |                                                              |
|  | Ruppiaceae                                                   |
|  |                                                              |
|  | Cymodoceaceae                                                |
|  |                                                              |

|  | Ruppiaceae    |
|  |               |
|  | Cymodoceaceae |
|  |               |

|  | Zosteraceae      |
|  |                  |
|  | Potamogetonaceae |
|  |                  |

|  | Hydrocharitaceae |
|  |                  |
|  | Butomaceae       |
|  |                  |

| Alismataceae s.l. | \| \| Alismataceae s.s. \| \| \| \| \| \| Limnocharitaceae \| \| \| \| |
|                   | \| \| Alismataceae s.s. \| \| \| \| \| \| Limnocharitaceae \| \| \| \| |
|                   | Alismataceae s.s.                                                      |
|                   |                                                                        |
|                   | Limnocharitaceae                                                       |
|                   |                                                                        |

|  | Alismataceae s.s. |
|  |                   |
|  | Limnocharitaceae  |
|  |                   |

|  | Hydrocharitaceae |
|  |                  |
|  | Butomaceae       |
|  |                  |

| Alismataceae s.l. | \| \| Alismataceae s.s. \| \| \| \| \| \| Limnocharitaceae \| \| \| \| |
|                   | \| \| Alismataceae s.s. \| \| \| \| \| \| Limnocharitaceae \| \| \| \| |
|                   | Alismataceae s.s.                                                      |
|                   |                                                                        |
|                   | Limnocharitaceae                                                       |
|                   |                                                                        |

|  | Alismataceae s.s. |
|  |                   |
|  | Limnocharitaceae  |
|  |                   |

|  | Posidoniaceae                                                |
|  |                                                              |
|  | \| \| Ruppiaceae \| \| \| \| \| \| Cymodoceaceae \| \| \| \| |
|  |                                                              |
|  | Ruppiaceae                                                   |
|  |                                                              |
|  | Cymodoceaceae                                                |
|  |                                                              |

|  | Ruppiaceae    |
|  |               |
|  | Cymodoceaceae |
|  |               |

|  | Zosteraceae      |
|  |                  |
|  | Potamogetonaceae |
|  |                  |

|  | Posidoniaceae                                                |
|  |                                                              |
|  | \| \| Ruppiaceae \| \| \| \| \| \| Cymodoceaceae \| \| \| \| |
|  |                                                              |
|  | Ruppiaceae                                                   |
|  |                                                              |
|  | Cymodoceaceae                                                |
|  |                                                              |

|  | Ruppiaceae    |
|  |               |
|  | Cymodoceaceae |
|  |               |

|  | Zosteraceae      |
|  |                  |
|  | Potamogetonaceae |
|  |                  |

|  | Posidoniaceae                                                |
|  |                                                              |
|  | \| \| Ruppiaceae \| \| \| \| \| \| Cymodoceaceae \| \| \| \| |
|  |                                                              |
|  | Ruppiaceae                                                   |
|  |                                                              |
|  | Cymodoceaceae                                                |
|  |                                                              |

|  | Ruppiaceae    |
|  |               |
|  | Cymodoceaceae |
|  |               |

|  | Zosteraceae      |
|  |                  |
|  | Potamogetonaceae |
|  |                  |

|  | Posidoniaceae                                                |
|  |                                                              |
|  | \| \| Ruppiaceae \| \| \| \| \| \| Cymodoceaceae \| \| \| \| |
|  |                                                              |
|  | Ruppiaceae                                                   |
|  |                                                              |
|  | Cymodoceaceae                                                |
|  |                                                              |

|  | Ruppiaceae    |
|  |               |
|  | Cymodoceaceae |
|  |               |

|  | Zosteraceae      |
|  |                  |
|  | Potamogetonaceae |
|  |                  |

|  | Posidoniaceae                                                |
|  |                                                              |
|  | \| \| Ruppiaceae \| \| \| \| \| \| Cymodoceaceae \| \| \| \| |
|  |                                                              |
|  | Ruppiaceae                                                   |
|  |                                                              |
|  | Cymodoceaceae                                                |
|  |                                                              |

|  | Ruppiaceae    |
|  |               |
|  | Cymodoceaceae |
|  |               |

|  | Zosteraceae      |
|  |                  |
|  | Potamogetonaceae |
|  |                  |

|  | Posidoniaceae                                                |
|  |                                                              |
|  | \| \| Ruppiaceae \| \| \| \| \| \| Cymodoceaceae \| \| \| \| |
|  |                                                              |
|  | Ruppiaceae                                                   |
|  |                                                              |
|  | Cymodoceaceae                                                |
|  |                                                              |

|  | Ruppiaceae    |
|  |               |
|  | Cymodoceaceae |
|  |               |

|  | Zosteraceae      |
|  |                  |
|  | Potamogetonaceae |
|  |                  |

|  | Posidoniaceae                                                |
|  |                                                              |
|  | \| \| Ruppiaceae \| \| \| \| \| \| Cymodoceaceae \| \| \| \| |
|  |                                                              |
|  | Ruppiaceae                                                   |
|  |                                                              |
|  | Cymodoceaceae                                                |
|  |                                                              |

|  | Ruppiaceae    |
|  |               |
|  | Cymodoceaceae |
|  |               |

|  | Zosteraceae      |
|  |                  |
|  | Potamogetonaceae |
|  |                  |

|  | Posidoniaceae                                                |
|  |                                                              |
|  | \| \| Ruppiaceae \| \| \| \| \| \| Cymodoceaceae \| \| \| \| |
|  |                                                              |
|  | Ruppiaceae                                                   |
|  |                                                              |
|  | Cymodoceaceae                                                |
|  |                                                              |

|  | Ruppiaceae    |
|  |               |
|  | Cymodoceaceae |
|  |               |

|  | Zosteraceae      |
|  |                  |
|  | Potamogetonaceae |
|  |                  |

|  | Posidoniaceae                                                |
|  |                                                              |
|  | \| \| Ruppiaceae \| \| \| \| \| \| Cymodoceaceae \| \| \| \| |
|  |                                                              |
|  | Ruppiaceae                                                   |
|  |                                                              |
|  | Cymodoceaceae                                                |
|  |                                                              |

|  | Ruppiaceae    |
|  |               |
|  | Cymodoceaceae |
|  |               |

|  | Zosteraceae      |
|  |                  |
|  | Potamogetonaceae |
|  |                  |

|  | Posidoniaceae                                                |
|  |                                                              |
|  | \| \| Ruppiaceae \| \| \| \| \| \| Cymodoceaceae \| \| \| \| |
|  |                                                              |
|  | Ruppiaceae                                                   |
|  |                                                              |
|  | Cymodoceaceae                                                |
|  |                                                              |

|  | Ruppiaceae    |
|  |               |
|  | Cymodoceaceae |
|  |               |

|  | Zosteraceae      |
|  |                  |
|  | Potamogetonaceae |
|  |                  |

|  | Posidoniaceae                                                |
|  |                                                              |
|  | \| \| Ruppiaceae \| \| \| \| \| \| Cymodoceaceae \| \| \| \| |
|  |                                                              |
|  | Ruppiaceae                                                   |
|  |                                                              |
|  | Cymodoceaceae                                                |
|  |                                                              |

|  | Ruppiaceae    |
|  |               |
|  | Cymodoceaceae |
|  |               |

|  | Zosteraceae      |
|  |                  |
|  | Potamogetonaceae |
|  |                  |

|  | Posidoniaceae                                                |
|  |                                                              |
|  | \| \| Ruppiaceae \| \| \| \| \| \| Cymodoceaceae \| \| \| \| |
|  |                                                              |
|  | Ruppiaceae                                                   |
|  |                                                              |
|  | Cymodoceaceae                                                |
|  |                                                              |

|  | Ruppiaceae    |
|  |               |
|  | Cymodoceaceae |
|  |               |

|  | Zosteraceae      |
|  |                  |
|  | Potamogetonaceae |
|  |                  |

|  | Posidoniaceae                                                |
|  |                                                              |
|  | \| \| Ruppiaceae \| \| \| \| \| \| Cymodoceaceae \| \| \| \| |
|  |                                                              |
|  | Ruppiaceae                                                   |
|  |                                                              |
|  | Cymodoceaceae                                                |
|  |                                                              |

|  | Ruppiaceae    |
|  |               |
|  | Cymodoceaceae |
|  |               |

|  | Zosteraceae      |
|  |                  |
|  | Potamogetonaceae |
|  |                  |

|  | Posidoniaceae                                                |
|  |                                                              |
|  | \| \| Ruppiaceae \| \| \| \| \| \| Cymodoceaceae \| \| \| \| |
|  |                                                              |
|  | Ruppiaceae                                                   |
|  |                                                              |
|  | Cymodoceaceae                                                |
|  |                                                              |

|  | Ruppiaceae    |
|  |               |
|  | Cymodoceaceae |
|  |               |

|  | Zosteraceae      |
|  |                  |
|  | Potamogetonaceae |
|  |                  |

|  | Posidoniaceae                                                |
|  |                                                              |
|  | \| \| Ruppiaceae \| \| \| \| \| \| Cymodoceaceae \| \| \| \| |
|  |                                                              |
|  | Ruppiaceae                                                   |
|  |                                                              |
|  | Cymodoceaceae                                                |
|  |                                                              |

|  | Ruppiaceae    |
|  |               |
|  | Cymodoceaceae |
|  |               |

|  | Zosteraceae      |
|  |                  |
|  | Potamogetonaceae |
|  |                  |

|  | Posidoniaceae                                                |
|  |                                                              |
|  | \| \| Ruppiaceae \| \| \| \| \| \| Cymodoceaceae \| \| \| \| |
|  |                                                              |
|  | Ruppiaceae                                                   |
|  |                                                              |
|  | Cymodoceaceae                                                |
|  |                                                              |

|  | Ruppiaceae    |
|  |               |
|  | Cymodoceaceae |
|  |               |

|  | Zosteraceae      |
|  |                  |
|  | Potamogetonaceae |
|  |                  |

|  | Hydrocharitaceae |
|  |                  |
|  | Butomaceae       |
|  |                  |

| Alismataceae s.l. | \| \| Alismataceae s.s. \| \| \| \| \| \| Limnocharitaceae \| \| \| \| |
|                   | \| \| Alismataceae s.s. \| \| \| \| \| \| Limnocharitaceae \| \| \| \| |
|                   | Alismataceae s.s.                                                      |
|                   |                                                                        |
|                   | Limnocharitaceae                                                       |
|                   |                                                                        |

|  | Alismataceae s.s. |
|  |                   |
|  | Limnocharitaceae  |
|  |                   |

|  | Hydrocharitaceae |
|  |                  |
|  | Butomaceae       |
|  |                  |

| Alismataceae s.l. | \| \| Alismataceae s.s. \| \| \| \| \| \| Limnocharitaceae \| \| \| \| |
|                   | \| \| Alismataceae s.s. \| \| \| \| \| \| Limnocharitaceae \| \| \| \| |
|                   | Alismataceae s.s.                                                      |
|                   |                                                                        |
|                   | Limnocharitaceae                                                       |
|                   |                                                                        |

|  | Alismataceae s.s. |
|  |                   |
|  | Limnocharitaceae  |
|  |                   |

|  | Posidoniaceae                                                |
|  |                                                              |
|  | \| \| Ruppiaceae \| \| \| \| \| \| Cymodoceaceae \| \| \| \| |
|  |                                                              |
|  | Ruppiaceae                                                   |
|  |                                                              |
|  | Cymodoceaceae                                                |
|  |                                                              |

|  | Ruppiaceae    |
|  |               |
|  | Cymodoceaceae |
|  |               |

|  | Zosteraceae      |
|  |                  |
|  | Potamogetonaceae |
|  |                  |

|  | Posidoniaceae                                                |
|  |                                                              |
|  | \| \| Ruppiaceae \| \| \| \| \| \| Cymodoceaceae \| \| \| \| |
|  |                                                              |
|  | Ruppiaceae                                                   |
|  |                                                              |
|  | Cymodoceaceae                                                |
|  |                                                              |

|  | Ruppiaceae    |
|  |               |
|  | Cymodoceaceae |
|  |               |

|  | Zosteraceae      |
|  |                  |
|  | Potamogetonaceae |
|  |                  |

|  | Posidoniaceae                                                |
|  |                                                              |
|  | \| \| Ruppiaceae \| \| \| \| \| \| Cymodoceaceae \| \| \| \| |
|  |                                                              |
|  | Ruppiaceae                                                   |
|  |                                                              |
|  | Cymodoceaceae                                                |
|  |                                                              |

|  | Ruppiaceae    |
|  |               |
|  | Cymodoceaceae |
|  |               |

|  | Zosteraceae      |
|  |                  |
|  | Potamogetonaceae |
|  |                  |

|  | Posidoniaceae                                                |
|  |                                                              |
|  | \| \| Ruppiaceae \| \| \| \| \| \| Cymodoceaceae \| \| \| \| |
|  |                                                              |
|  | Ruppiaceae                                                   |
|  |                                                              |
|  | Cymodoceaceae                                                |
|  |                                                              |

|  | Ruppiaceae    |
|  |               |
|  | Cymodoceaceae |
|  |               |

|  | Zosteraceae      |
|  |                  |
|  | Potamogetonaceae |
|  |                  |

|  | Posidoniaceae                                                |
|  |                                                              |
|  | \| \| Ruppiaceae \| \| \| \| \| \| Cymodoceaceae \| \| \| \| |
|  |                                                              |
|  | Ruppiaceae                                                   |
|  |                                                              |
|  | Cymodoceaceae                                                |
|  |                                                              |

|  | Ruppiaceae    |
|  |               |
|  | Cymodoceaceae |
|  |               |

|  | Zosteraceae      |
|  |                  |
|  | Potamogetonaceae |
|  |                  |

|  | Posidoniaceae                                                |
|  |                                                              |
|  | \| \| Ruppiaceae \| \| \| \| \| \| Cymodoceaceae \| \| \| \| |
|  |                                                              |
|  | Ruppiaceae                                                   |
|  |                                                              |
|  | Cymodoceaceae                                                |
|  |                                                              |

|  | Ruppiaceae    |
|  |               |
|  | Cymodoceaceae |
|  |               |

|  | Zosteraceae      |
|  |                  |
|  | Potamogetonaceae |
|  |                  |

|  | Posidoniaceae                                                |
|  |                                                              |
|  | \| \| Ruppiaceae \| \| \| \| \| \| Cymodoceaceae \| \| \| \| |
|  |                                                              |
|  | Ruppiaceae                                                   |
|  |                                                              |
|  | Cymodoceaceae                                                |
|  |                                                              |

|  | Ruppiaceae    |
|  |               |
|  | Cymodoceaceae |
|  |               |

|  | Zosteraceae      |
|  |                  |
|  | Potamogetonaceae |
|  |                  |

|  | Posidoniaceae                                                |
|  |                                                              |
|  | \| \| Ruppiaceae \| \| \| \| \| \| Cymodoceaceae \| \| \| \| |
|  |                                                              |
|  | Ruppiaceae                                                   |
|  |                                                              |
|  | Cymodoceaceae                                                |
|  |                                                              |

|  | Ruppiaceae    |
|  |               |
|  | Cymodoceaceae |
|  |               |

|  | Zosteraceae      |
|  |                  |
|  | Potamogetonaceae |
|  |                  |

|  | Posidoniaceae                                                |
|  |                                                              |
|  | \| \| Ruppiaceae \| \| \| \| \| \| Cymodoceaceae \| \| \| \| |
|  |                                                              |
|  | Ruppiaceae                                                   |
|  |                                                              |
|  | Cymodoceaceae                                                |
|  |                                                              |

|  | Ruppiaceae    |
|  |               |
|  | Cymodoceaceae |
|  |               |

|  | Zosteraceae      |
|  |                  |
|  | Potamogetonaceae |
|  |                  |

|  | Posidoniaceae                                                |
|  |                                                              |
|  | \| \| Ruppiaceae \| \| \| \| \| \| Cymodoceaceae \| \| \| \| |
|  |                                                              |
|  | Ruppiaceae                                                   |
|  |                                                              |
|  | Cymodoceaceae                                                |
|  |                                                              |

|  | Ruppiaceae    |
|  |               |
|  | Cymodoceaceae |
|  |               |

|  | Zosteraceae      |
|  |                  |
|  | Potamogetonaceae |
|  |                  |

|  | Posidoniaceae                                                |
|  |                                                              |
|  | \| \| Ruppiaceae \| \| \| \| \| \| Cymodoceaceae \| \| \| \| |
|  |                                                              |
|  | Ruppiaceae                                                   |
|  |                                                              |
|  | Cymodoceaceae                                                |
|  |                                                              |

|  | Ruppiaceae    |
|  |               |
|  | Cymodoceaceae |
|  |               |

|  | Zosteraceae      |
|  |                  |
|  | Potamogetonaceae |
|  |                  |

|  | Posidoniaceae                                                |
|  |                                                              |
|  | \| \| Ruppiaceae \| \| \| \| \| \| Cymodoceaceae \| \| \| \| |
|  |                                                              |
|  | Ruppiaceae                                                   |
|  |                                                              |
|  | Cymodoceaceae                                                |
|  |                                                              |

|  | Ruppiaceae    |
|  |               |
|  | Cymodoceaceae |
|  |               |

|  | Zosteraceae      |
|  |                  |
|  | Potamogetonaceae |
|  |                  |

|  | Posidoniaceae                                                |
|  |                                                              |
|  | \| \| Ruppiaceae \| \| \| \| \| \| Cymodoceaceae \| \| \| \| |
|  |                                                              |
|  | Ruppiaceae                                                   |
|  |                                                              |
|  | Cymodoceaceae                                                |
|  |                                                              |

|  | Ruppiaceae    |
|  |               |
|  | Cymodoceaceae |
|  |               |

|  | Zosteraceae      |
|  |                  |
|  | Potamogetonaceae |
|  |                  |

|  | Posidoniaceae                                                |
|  |                                                              |
|  | \| \| Ruppiaceae \| \| \| \| \| \| Cymodoceaceae \| \| \| \| |
|  |                                                              |
|  | Ruppiaceae                                                   |
|  |                                                              |
|  | Cymodoceaceae                                                |
|  |                                                              |

|  | Ruppiaceae    |
|  |               |
|  | Cymodoceaceae |
|  |               |

|  | Zosteraceae      |
|  |                  |
|  | Potamogetonaceae |
|  |                  |

|  | Posidoniaceae                                                |
|  |                                                              |
|  | \| \| Ruppiaceae \| \| \| \| \| \| Cymodoceaceae \| \| \| \| |
|  |                                                              |
|  | Ruppiaceae                                                   |
|  |                                                              |
|  | Cymodoceaceae                                                |
|  |                                                              |

|  | Ruppiaceae    |
|  |               |
|  | Cymodoceaceae |
|  |               |

|  | Zosteraceae      |
|  |                  |
|  | Potamogetonaceae |
|  |                  |

|  | Posidoniaceae                                                |
|  |                                                              |
|  | \| \| Ruppiaceae \| \| \| \| \| \| Cymodoceaceae \| \| \| \| |
|  |                                                              |
|  | Ruppiaceae                                                   |
|  |                                                              |
|  | Cymodoceaceae                                                |
|  |                                                              |

|  | Ruppiaceae    |
|  |               |
|  | Cymodoceaceae |
|  |               |

|  | Zosteraceae      |
|  |                  |
|  | Potamogetonaceae |
|  |                  |

|  | Hydrocharitaceae |
|  |                  |
|  | Butomaceae       |
|  |                  |

| Alismataceae s.l. | \| \| Alismataceae s.s. \| \| \| \| \| \| Limnocharitaceae \| \| \| \| |
|                   | \| \| Alismataceae s.s. \| \| \| \| \| \| Limnocharitaceae \| \| \| \| |
|                   | Alismataceae s.s.                                                      |
|                   |                                                                        |
|                   | Limnocharitaceae                                                       |
|                   |                                                                        |

|  | Alismataceae s.s. |
|  |                   |
|  | Limnocharitaceae  |
|  |                   |

|  | Hydrocharitaceae |
|  |                  |
|  | Butomaceae       |
|  |                  |

| Alismataceae s.l. | \| \| Alismataceae s.s. \| \| \| \| \| \| Limnocharitaceae \| \| \| \| |
|                   | \| \| Alismataceae s.s. \| \| \| \| \| \| Limnocharitaceae \| \| \| \| |
|                   | Alismataceae s.s.                                                      |
|                   |                                                                        |
|                   | Limnocharitaceae                                                       |
|                   |                                                                        |

|  | Alismataceae s.s. |
|  |                   |
|  | Limnocharitaceae  |
|  |                   |

|  | Posidoniaceae                                                |
|  |                                                              |
|  | \| \| Ruppiaceae \| \| \| \| \| \| Cymodoceaceae \| \| \| \| |
|  |                                                              |
|  | Ruppiaceae                                                   |
|  |                                                              |
|  | Cymodoceaceae                                                |
|  |                                                              |

|  | Ruppiaceae    |
|  |               |
|  | Cymodoceaceae |
|  |               |

|  | Zosteraceae      |
|  |                  |
|  | Potamogetonaceae |
|  |                  |

|  | Posidoniaceae                                                |
|  |                                                              |
|  | \| \| Ruppiaceae \| \| \| \| \| \| Cymodoceaceae \| \| \| \| |
|  |                                                              |
|  | Ruppiaceae                                                   |
|  |                                                              |
|  | Cymodoceaceae                                                |
|  |                                                              |

|  | Ruppiaceae    |
|  |               |
|  | Cymodoceaceae |
|  |               |

|  | Zosteraceae      |
|  |                  |
|  | Potamogetonaceae |
|  |                  |

|  | Posidoniaceae                                                |
|  |                                                              |
|  | \| \| Ruppiaceae \| \| \| \| \| \| Cymodoceaceae \| \| \| \| |
|  |                                                              |
|  | Ruppiaceae                                                   |
|  |                                                              |
|  | Cymodoceaceae                                                |
|  |                                                              |

|  | Ruppiaceae    |
|  |               |
|  | Cymodoceaceae |
|  |               |

|  | Zosteraceae      |
|  |                  |
|  | Potamogetonaceae |
|  |                  |

|  | Posidoniaceae                                                |
|  |                                                              |
|  | \| \| Ruppiaceae \| \| \| \| \| \| Cymodoceaceae \| \| \| \| |
|  |                                                              |
|  | Ruppiaceae                                                   |
|  |                                                              |
|  | Cymodoceaceae                                                |
|  |                                                              |

|  | Ruppiaceae    |
|  |               |
|  | Cymodoceaceae |
|  |               |

|  | Zosteraceae      |
|  |                  |
|  | Potamogetonaceae |
|  |                  |

|  | Posidoniaceae                                                |
|  |                                                              |
|  | \| \| Ruppiaceae \| \| \| \| \| \| Cymodoceaceae \| \| \| \| |
|  |                                                              |
|  | Ruppiaceae                                                   |
|  |                                                              |
|  | Cymodoceaceae                                                |
|  |                                                              |

|  | Ruppiaceae    |
|  |               |
|  | Cymodoceaceae |
|  |               |

|  | Zosteraceae      |
|  |                  |
|  | Potamogetonaceae |
|  |                  |

|  | Posidoniaceae                                                |
|  |                                                              |
|  | \| \| Ruppiaceae \| \| \| \| \| \| Cymodoceaceae \| \| \| \| |
|  |                                                              |
|  | Ruppiaceae                                                   |
|  |                                                              |
|  | Cymodoceaceae                                                |
|  |                                                              |

|  | Ruppiaceae    |
|  |               |
|  | Cymodoceaceae |
|  |               |

|  | Zosteraceae      |
|  |                  |
|  | Potamogetonaceae |
|  |                  |

|  | Posidoniaceae                                                |
|  |                                                              |
|  | \| \| Ruppiaceae \| \| \| \| \| \| Cymodoceaceae \| \| \| \| |
|  |                                                              |
|  | Ruppiaceae                                                   |
|  |                                                              |
|  | Cymodoceaceae                                                |
|  |                                                              |

|  | Ruppiaceae    |
|  |               |
|  | Cymodoceaceae |
|  |               |

|  | Zosteraceae      |
|  |                  |
|  | Potamogetonaceae |
|  |                  |

|  | Posidoniaceae                                                |
|  |                                                              |
|  | \| \| Ruppiaceae \| \| \| \| \| \| Cymodoceaceae \| \| \| \| |
|  |                                                              |
|  | Ruppiaceae                                                   |
|  |                                                              |
|  | Cymodoceaceae                                                |
|  |                                                              |

|  | Ruppiaceae    |
|  |               |
|  | Cymodoceaceae |
|  |               |

|  | Zosteraceae      |
|  |                  |
|  | Potamogetonaceae |
|  |                  |

|  | Posidoniaceae                                                |
|  |                                                              |
|  | \| \| Ruppiaceae \| \| \| \| \| \| Cymodoceaceae \| \| \| \| |
|  |                                                              |
|  | Ruppiaceae                                                   |
|  |                                                              |
|  | Cymodoceaceae                                                |
|  |                                                              |

|  | Ruppiaceae    |
|  |               |
|  | Cymodoceaceae |
|  |               |

|  | Zosteraceae      |
|  |                  |
|  | Potamogetonaceae |
|  |                  |

|  | Posidoniaceae                                                |
|  |                                                              |
|  | \| \| Ruppiaceae \| \| \| \| \| \| Cymodoceaceae \| \| \| \| |
|  |                                                              |
|  | Ruppiaceae                                                   |
|  |                                                              |
|  | Cymodoceaceae                                                |
|  |                                                              |

|  | Ruppiaceae    |
|  |               |
|  | Cymodoceaceae |
|  |               |

|  | Zosteraceae      |
|  |                  |
|  | Potamogetonaceae |
|  |                  |

|  | Posidoniaceae                                                |
|  |                                                              |
|  | \| \| Ruppiaceae \| \| \| \| \| \| Cymodoceaceae \| \| \| \| |
|  |                                                              |
|  | Ruppiaceae                                                   |
|  |                                                              |
|  | Cymodoceaceae                                                |
|  |                                                              |

|  | Ruppiaceae    |
|  |               |
|  | Cymodoceaceae |
|  |               |

|  | Zosteraceae      |
|  |                  |
|  | Potamogetonaceae |
|  |                  |

|  | Posidoniaceae                                                |
|  |                                                              |
|  | \| \| Ruppiaceae \| \| \| \| \| \| Cymodoceaceae \| \| \| \| |
|  |                                                              |
|  | Ruppiaceae                                                   |
|  |                                                              |
|  | Cymodoceaceae                                                |
|  |                                                              |

|  | Ruppiaceae    |
|  |               |
|  | Cymodoceaceae |
|  |               |

|  | Zosteraceae      |
|  |                  |
|  | Potamogetonaceae |
|  |                  |

|  | Posidoniaceae                                                |
|  |                                                              |
|  | \| \| Ruppiaceae \| \| \| \| \| \| Cymodoceaceae \| \| \| \| |
|  |                                                              |
|  | Ruppiaceae                                                   |
|  |                                                              |
|  | Cymodoceaceae                                                |
|  |                                                              |

|  | Ruppiaceae    |
|  |               |
|  | Cymodoceaceae |
|  |               |

|  | Zosteraceae      |
|  |                  |
|  | Potamogetonaceae |
|  |                  |

|  | Posidoniaceae                                                |
|  |                                                              |
|  | \| \| Ruppiaceae \| \| \| \| \| \| Cymodoceaceae \| \| \| \| |
|  |                                                              |
|  | Ruppiaceae                                                   |
|  |                                                              |
|  | Cymodoceaceae                                                |
|  |                                                              |

|  | Ruppiaceae    |
|  |               |
|  | Cymodoceaceae |
|  |               |

|  | Zosteraceae      |
|  |                  |
|  | Potamogetonaceae |
|  |                  |

|  | Posidoniaceae                                                |
|  |                                                              |
|  | \| \| Ruppiaceae \| \| \| \| \| \| Cymodoceaceae \| \| \| \| |
|  |                                                              |
|  | Ruppiaceae                                                   |
|  |                                                              |
|  | Cymodoceaceae                                                |
|  |                                                              |

|  | Ruppiaceae    |
|  |               |
|  | Cymodoceaceae |
|  |               |

|  | Zosteraceae      |
|  |                  |
|  | Potamogetonaceae |
|  |                  |

|  | Posidoniaceae                                                |
|  |                                                              |
|  | \| \| Ruppiaceae \| \| \| \| \| \| Cymodoceaceae \| \| \| \| |
|  |                                                              |
|  | Ruppiaceae                                                   |
|  |                                                              |
|  | Cymodoceaceae                                                |
|  |                                                              |

|  | Ruppiaceae    |
|  |               |
|  | Cymodoceaceae |
|  |               |

|  | Zosteraceae      |
|  |                  |
|  | Potamogetonaceae |
|  |                  |

|  | Hydrocharitaceae |
|  |                  |
|  | Butomaceae       |
|  |                  |

| Alismataceae s.l. | \| \| Alismataceae s.s. \| \| \| \| \| \| Limnocharitaceae \| \| \| \| |
|                   | \| \| Alismataceae s.s. \| \| \| \| \| \| Limnocharitaceae \| \| \| \| |
|                   | Alismataceae s.s.                                                      |
|                   |                                                                        |
|                   | Limnocharitaceae                                                       |
|                   |                                                                        |

|  | Alismataceae s.s. |
|  |                   |
|  | Limnocharitaceae  |
|  |                   |

|  | Hydrocharitaceae |
|  |                  |
|  | Butomaceae       |
|  |                  |

| Alismataceae s.l. | \| \| Alismataceae s.s. \| \| \| \| \| \| Limnocharitaceae \| \| \| \| |
|                   | \| \| Alismataceae s.s. \| \| \| \| \| \| Limnocharitaceae \| \| \| \| |
|                   | Alismataceae s.s.                                                      |
|                   |                                                                        |
|                   | Limnocharitaceae                                                       |
|                   |                                                                        |

|  | Alismataceae s.s. |
|  |                   |
|  | Limnocharitaceae  |
|  |                   |

|  | Posidoniaceae                                                |
|  |                                                              |
|  | \| \| Ruppiaceae \| \| \| \| \| \| Cymodoceaceae \| \| \| \| |
|  |                                                              |
|  | Ruppiaceae                                                   |
|  |                                                              |
|  | Cymodoceaceae                                                |
|  |                                                              |

|  | Ruppiaceae    |
|  |               |
|  | Cymodoceaceae |
|  |               |

|  | Zosteraceae      |
|  |                  |
|  | Potamogetonaceae |
|  |                  |

|  | Posidoniaceae                                                |
|  |                                                              |
|  | \| \| Ruppiaceae \| \| \| \| \| \| Cymodoceaceae \| \| \| \| |
|  |                                                              |
|  | Ruppiaceae                                                   |
|  |                                                              |
|  | Cymodoceaceae                                                |
|  |                                                              |

|  | Ruppiaceae    |
|  |               |
|  | Cymodoceaceae |
|  |               |

|  | Zosteraceae      |
|  |                  |
|  | Potamogetonaceae |
|  |                  |

|  | Posidoniaceae                                                |
|  |                                                              |
|  | \| \| Ruppiaceae \| \| \| \| \| \| Cymodoceaceae \| \| \| \| |
|  |                                                              |
|  | Ruppiaceae                                                   |
|  |                                                              |
|  | Cymodoceaceae                                                |
|  |                                                              |

|  | Ruppiaceae    |
|  |               |
|  | Cymodoceaceae |
|  |               |

|  | Zosteraceae      |
|  |                  |
|  | Potamogetonaceae |
|  |                  |

|  | Posidoniaceae                                                |
|  |                                                              |
|  | \| \| Ruppiaceae \| \| \| \| \| \| Cymodoceaceae \| \| \| \| |
|  |                                                              |
|  | Ruppiaceae                                                   |
|  |                                                              |
|  | Cymodoceaceae                                                |
|  |                                                              |

|  | Ruppiaceae    |
|  |               |
|  | Cymodoceaceae |
|  |               |

|  | Zosteraceae      |
|  |                  |
|  | Potamogetonaceae |
|  |                  |

|  | Posidoniaceae                                                |
|  |                                                              |
|  | \| \| Ruppiaceae \| \| \| \| \| \| Cymodoceaceae \| \| \| \| |
|  |                                                              |
|  | Ruppiaceae                                                   |
|  |                                                              |
|  | Cymodoceaceae                                                |
|  |                                                              |

|  | Ruppiaceae    |
|  |               |
|  | Cymodoceaceae |
|  |               |

|  | Zosteraceae      |
|  |                  |
|  | Potamogetonaceae |
|  |                  |

|  | Posidoniaceae                                                |
|  |                                                              |
|  | \| \| Ruppiaceae \| \| \| \| \| \| Cymodoceaceae \| \| \| \| |
|  |                                                              |
|  | Ruppiaceae                                                   |
|  |                                                              |
|  | Cymodoceaceae                                                |
|  |                                                              |

|  | Ruppiaceae    |
|  |               |
|  | Cymodoceaceae |
|  |               |

|  | Zosteraceae      |
|  |                  |
|  | Potamogetonaceae |
|  |                  |

|  | Posidoniaceae                                                |
|  |                                                              |
|  | \| \| Ruppiaceae \| \| \| \| \| \| Cymodoceaceae \| \| \| \| |
|  |                                                              |
|  | Ruppiaceae                                                   |
|  |                                                              |
|  | Cymodoceaceae                                                |
|  |                                                              |

|  | Ruppiaceae    |
|  |               |
|  | Cymodoceaceae |
|  |               |

|  | Zosteraceae      |
|  |                  |
|  | Potamogetonaceae |
|  |                  |

|  | Posidoniaceae                                                |
|  |                                                              |
|  | \| \| Ruppiaceae \| \| \| \| \| \| Cymodoceaceae \| \| \| \| |
|  |                                                              |
|  | Ruppiaceae                                                   |
|  |                                                              |
|  | Cymodoceaceae                                                |
|  |                                                              |

|  | Ruppiaceae    |
|  |               |
|  | Cymodoceaceae |
|  |               |

|  | Zosteraceae      |
|  |                  |
|  | Potamogetonaceae |
|  |                  |

|  | Posidoniaceae                                                |
|  |                                                              |
|  | \| \| Ruppiaceae \| \| \| \| \| \| Cymodoceaceae \| \| \| \| |
|  |                                                              |
|  | Ruppiaceae                                                   |
|  |                                                              |
|  | Cymodoceaceae                                                |
|  |                                                              |

|  | Ruppiaceae    |
|  |               |
|  | Cymodoceaceae |
|  |               |

|  | Zosteraceae      |
|  |                  |
|  | Potamogetonaceae |
|  |                  |

|  | Posidoniaceae                                                |
|  |                                                              |
|  | \| \| Ruppiaceae \| \| \| \| \| \| Cymodoceaceae \| \| \| \| |
|  |                                                              |
|  | Ruppiaceae                                                   |
|  |                                                              |
|  | Cymodoceaceae                                                |
|  |                                                              |

|  | Ruppiaceae    |
|  |               |
|  | Cymodoceaceae |
|  |               |

|  | Zosteraceae      |
|  |                  |
|  | Potamogetonaceae |
|  |                  |

|  | Posidoniaceae                                                |
|  |                                                              |
|  | \| \| Ruppiaceae \| \| \| \| \| \| Cymodoceaceae \| \| \| \| |
|  |                                                              |
|  | Ruppiaceae                                                   |
|  |                                                              |
|  | Cymodoceaceae                                                |
|  |                                                              |

|  | Ruppiaceae    |
|  |               |
|  | Cymodoceaceae |
|  |               |

|  | Zosteraceae      |
|  |                  |
|  | Potamogetonaceae |
|  |                  |

|  | Posidoniaceae                                                |
|  |                                                              |
|  | \| \| Ruppiaceae \| \| \| \| \| \| Cymodoceaceae \| \| \| \| |
|  |                                                              |
|  | Ruppiaceae                                                   |
|  |                                                              |
|  | Cymodoceaceae                                                |
|  |                                                              |

|  | Ruppiaceae    |
|  |               |
|  | Cymodoceaceae |
|  |               |

|  | Zosteraceae      |
|  |                  |
|  | Potamogetonaceae |
|  |                  |

|  | Posidoniaceae                                                |
|  |                                                              |
|  | \| \| Ruppiaceae \| \| \| \| \| \| Cymodoceaceae \| \| \| \| |
|  |                                                              |
|  | Ruppiaceae                                                   |
|  |                                                              |
|  | Cymodoceaceae                                                |
|  |                                                              |

|  | Ruppiaceae    |
|  |               |
|  | Cymodoceaceae |
|  |               |

|  | Zosteraceae      |
|  |                  |
|  | Potamogetonaceae |
|  |                  |

|  | Posidoniaceae                                                |
|  |                                                              |
|  | \| \| Ruppiaceae \| \| \| \| \| \| Cymodoceaceae \| \| \| \| |
|  |                                                              |
|  | Ruppiaceae                                                   |
|  |                                                              |
|  | Cymodoceaceae                                                |
|  |                                                              |

|  | Ruppiaceae    |
|  |               |
|  | Cymodoceaceae |
|  |               |

|  | Zosteraceae      |
|  |                  |
|  | Potamogetonaceae |
|  |                  |

|  | Posidoniaceae                                                |
|  |                                                              |
|  | \| \| Ruppiaceae \| \| \| \| \| \| Cymodoceaceae \| \| \| \| |
|  |                                                              |
|  | Ruppiaceae                                                   |
|  |                                                              |
|  | Cymodoceaceae                                                |
|  |                                                              |

|  | Ruppiaceae    |
|  |               |
|  | Cymodoceaceae |
|  |               |

|  | Zosteraceae      |
|  |                  |
|  | Potamogetonaceae |
|  |                  |

|  | Posidoniaceae                                                |
|  |                                                              |
|  | \| \| Ruppiaceae \| \| \| \| \| \| Cymodoceaceae \| \| \| \| |
|  |                                                              |
|  | Ruppiaceae                                                   |
|  |                                                              |
|  | Cymodoceaceae                                                |
|  |                                                              |

|  | Ruppiaceae    |
|  |               |
|  | Cymodoceaceae |
|  |               |

|  | Zosteraceae      |
|  |                  |
|  | Potamogetonaceae |
|  |                  |

|  | Hydrocharitaceae |
|  |                  |
|  | Butomaceae       |
|  |                  |

| Alismataceae s.l. | \| \| Alismataceae s.s. \| \| \| \| \| \| Limnocharitaceae \| \| \| \| |
|                   | \| \| Alismataceae s.s. \| \| \| \| \| \| Limnocharitaceae \| \| \| \| |
|                   | Alismataceae s.s.                                                      |
|                   |                                                                        |
|                   | Limnocharitaceae                                                       |
|                   |                                                                        |

|  | Alismataceae s.s. |
|  |                   |
|  | Limnocharitaceae  |
|  |                   |

|  | Hydrocharitaceae |
|  |                  |
|  | Butomaceae       |
|  |                  |

| Alismataceae s.l. | \| \| Alismataceae s.s. \| \| \| \| \| \| Limnocharitaceae \| \| \| \| |
|                   | \| \| Alismataceae s.s. \| \| \| \| \| \| Limnocharitaceae \| \| \| \| |
|                   | Alismataceae s.s.                                                      |
|                   |                                                                        |
|                   | Limnocharitaceae                                                       |
|                   |                                                                        |

|  | Alismataceae s.s. |
|  |                   |
|  | Limnocharitaceae  |
|  |                   |

|  | Posidoniaceae                                                |
|  |                                                              |
|  | \| \| Ruppiaceae \| \| \| \| \| \| Cymodoceaceae \| \| \| \| |
|  |                                                              |
|  | Ruppiaceae                                                   |
|  |                                                              |
|  | Cymodoceaceae                                                |
|  |                                                              |

|  | Ruppiaceae    |
|  |               |
|  | Cymodoceaceae |
|  |               |

|  | Zosteraceae      |
|  |                  |
|  | Potamogetonaceae |
|  |                  |

|  | Posidoniaceae                                                |
|  |                                                              |
|  | \| \| Ruppiaceae \| \| \| \| \| \| Cymodoceaceae \| \| \| \| |
|  |                                                              |
|  | Ruppiaceae                                                   |
|  |                                                              |
|  | Cymodoceaceae                                                |
|  |                                                              |

|  | Ruppiaceae    |
|  |               |
|  | Cymodoceaceae |
|  |               |

|  | Zosteraceae      |
|  |                  |
|  | Potamogetonaceae |
|  |                  |

|  | Posidoniaceae                                                |
|  |                                                              |
|  | \| \| Ruppiaceae \| \| \| \| \| \| Cymodoceaceae \| \| \| \| |
|  |                                                              |
|  | Ruppiaceae                                                   |
|  |                                                              |
|  | Cymodoceaceae                                                |
|  |                                                              |

|  | Ruppiaceae    |
|  |               |
|  | Cymodoceaceae |
|  |               |

|  | Zosteraceae      |
|  |                  |
|  | Potamogetonaceae |
|  |                  |

|  | Posidoniaceae                                                |
|  |                                                              |
|  | \| \| Ruppiaceae \| \| \| \| \| \| Cymodoceaceae \| \| \| \| |
|  |                                                              |
|  | Ruppiaceae                                                   |
|  |                                                              |
|  | Cymodoceaceae                                                |
|  |                                                              |

|  | Ruppiaceae    |
|  |               |
|  | Cymodoceaceae |
|  |               |

|  | Zosteraceae      |
|  |                  |
|  | Potamogetonaceae |
|  |                  |

|  | Posidoniaceae                                                |
|  |                                                              |
|  | \| \| Ruppiaceae \| \| \| \| \| \| Cymodoceaceae \| \| \| \| |
|  |                                                              |
|  | Ruppiaceae                                                   |
|  |                                                              |
|  | Cymodoceaceae                                                |
|  |                                                              |

|  | Ruppiaceae    |
|  |               |
|  | Cymodoceaceae |
|  |               |

|  | Zosteraceae      |
|  |                  |
|  | Potamogetonaceae |
|  |                  |

|  | Posidoniaceae                                                |
|  |                                                              |
|  | \| \| Ruppiaceae \| \| \| \| \| \| Cymodoceaceae \| \| \| \| |
|  |                                                              |
|  | Ruppiaceae                                                   |
|  |                                                              |
|  | Cymodoceaceae                                                |
|  |                                                              |

|  | Ruppiaceae    |
|  |               |
|  | Cymodoceaceae |
|  |               |

|  | Zosteraceae      |
|  |                  |
|  | Potamogetonaceae |
|  |                  |

|  | Posidoniaceae                                                |
|  |                                                              |
|  | \| \| Ruppiaceae \| \| \| \| \| \| Cymodoceaceae \| \| \| \| |
|  |                                                              |
|  | Ruppiaceae                                                   |
|  |                                                              |
|  | Cymodoceaceae                                                |
|  |                                                              |

|  | Ruppiaceae    |
|  |               |
|  | Cymodoceaceae |
|  |               |

|  | Zosteraceae      |
|  |                  |
|  | Potamogetonaceae |
|  |                  |

|  | Posidoniaceae                                                |
|  |                                                              |
|  | \| \| Ruppiaceae \| \| \| \| \| \| Cymodoceaceae \| \| \| \| |
|  |                                                              |
|  | Ruppiaceae                                                   |
|  |                                                              |
|  | Cymodoceaceae                                                |
|  |                                                              |

|  | Ruppiaceae    |
|  |               |
|  | Cymodoceaceae |
|  |               |

|  | Zosteraceae      |
|  |                  |
|  | Potamogetonaceae |
|  |                  |

|  | Posidoniaceae                                                |
|  |                                                              |
|  | \| \| Ruppiaceae \| \| \| \| \| \| Cymodoceaceae \| \| \| \| |
|  |                                                              |
|  | Ruppiaceae                                                   |
|  |                                                              |
|  | Cymodoceaceae                                                |
|  |                                                              |

|  | Ruppiaceae    |
|  |               |
|  | Cymodoceaceae |
|  |               |

|  | Zosteraceae      |
|  |                  |
|  | Potamogetonaceae |
|  |                  |

|  | Posidoniaceae                                                |
|  |                                                              |
|  | \| \| Ruppiaceae \| \| \| \| \| \| Cymodoceaceae \| \| \| \| |
|  |                                                              |
|  | Ruppiaceae                                                   |
|  |                                                              |
|  | Cymodoceaceae                                                |
|  |                                                              |

|  | Ruppiaceae    |
|  |               |
|  | Cymodoceaceae |
|  |               |

|  | Zosteraceae      |
|  |                  |
|  | Potamogetonaceae |
|  |                  |

|  | Posidoniaceae                                                |
|  |                                                              |
|  | \| \| Ruppiaceae \| \| \| \| \| \| Cymodoceaceae \| \| \| \| |
|  |                                                              |
|  | Ruppiaceae                                                   |
|  |                                                              |
|  | Cymodoceaceae                                                |
|  |                                                              |

|  | Ruppiaceae    |
|  |               |
|  | Cymodoceaceae |
|  |               |

|  | Zosteraceae      |
|  |                  |
|  | Potamogetonaceae |
|  |                  |

|  | Posidoniaceae                                                |
|  |                                                              |
|  | \| \| Ruppiaceae \| \| \| \| \| \| Cymodoceaceae \| \| \| \| |
|  |                                                              |
|  | Ruppiaceae                                                   |
|  |                                                              |
|  | Cymodoceaceae                                                |
|  |                                                              |

|  | Ruppiaceae    |
|  |               |
|  | Cymodoceaceae |
|  |               |

|  | Zosteraceae      |
|  |                  |
|  | Potamogetonaceae |
|  |                  |

|  | Posidoniaceae                                                |
|  |                                                              |
|  | \| \| Ruppiaceae \| \| \| \| \| \| Cymodoceaceae \| \| \| \| |
|  |                                                              |
|  | Ruppiaceae                                                   |
|  |                                                              |
|  | Cymodoceaceae                                                |
|  |                                                              |

|  | Ruppiaceae    |
|  |               |
|  | Cymodoceaceae |
|  |               |

|  | Zosteraceae      |
|  |                  |
|  | Potamogetonaceae |
|  |                  |

|  | Posidoniaceae                                                |
|  |                                                              |
|  | \| \| Ruppiaceae \| \| \| \| \| \| Cymodoceaceae \| \| \| \| |
|  |                                                              |
|  | Ruppiaceae                                                   |
|  |                                                              |
|  | Cymodoceaceae                                                |
|  |                                                              |

|  | Ruppiaceae    |
|  |               |
|  | Cymodoceaceae |
|  |               |

|  | Zosteraceae      |
|  |                  |
|  | Potamogetonaceae |
|  |                  |

|  | Posidoniaceae                                                |
|  |                                                              |
|  | \| \| Ruppiaceae \| \| \| \| \| \| Cymodoceaceae \| \| \| \| |
|  |                                                              |
|  | Ruppiaceae                                                   |
|  |                                                              |
|  | Cymodoceaceae                                                |
|  |                                                              |

|  | Ruppiaceae    |
|  |               |
|  | Cymodoceaceae |
|  |               |

|  | Zosteraceae      |
|  |                  |
|  | Potamogetonaceae |
|  |                  |

|  | Posidoniaceae                                                |
|  |                                                              |
|  | \| \| Ruppiaceae \| \| \| \| \| \| Cymodoceaceae \| \| \| \| |
|  |                                                              |
|  | Ruppiaceae                                                   |
|  |                                                              |
|  | Cymodoceaceae                                                |
|  |                                                              |

|  | Ruppiaceae    |
|  |               |
|  | Cymodoceaceae |
|  |               |

|  | Zosteraceae      |
|  |                  |
|  | Potamogetonaceae |
|  |                  |

## Các loài
Các hệ thống phân loại Kew Garden World Checklist, Angiosperm Phylogeny Website, NCBI, DELTA Angio và ITIS vào năm 2010 đều thống nhất họ này chỉ gồm một chi duy nhất là Butomus (L., 1753). Tuy nhiên có sự khác biệt về loài.
Theo Kew Garden World Checklist, chi gồm 2 loài:
- - Butomus junceus Turcz. (1854)
  - Butomus umbellatus L. (1753)

Theo NCBI, đây là chi đơn loài:
- - Butomus umbellatus